# Сосновый Острог
Сосновый Острог — деревня в Яшкинском районе (муниципальном округе) Кемеровской области России. 
Расположена на берегу реки Томь, в 35 км от райцентра Яшкино.
Деревня связана с райцентром Яшкино автобусным сообщением по грунтовой улучшенной дороге через посёлок Ленинский.
В 6 км от Соснового острога на юг по берегу Томи располагается слабоминеральный ключ Иткаринский водопад. Посещение водопада и Соснового острога включено в самодеятельные туристские маршруты выходного дня и спортивные пешеходные и водные маршруты 1 категории сложности по реке Томь.

## Население
По состоянию на 2010 год численность населения деревни составляла 31 человек.

## История
На месте деревни с XVII века располагался укреплённый Сосновский острог русского государства, имеющий охранное значение для рубежей русского государства и сибирского губернского города Томска. Острог поставленный после разгрома хана Кучума способствовал новой колонизации Русским государством Сибири. Срублен Сосновый острог в 1656 году. Основали его дети боярские Копыловы и Ядовские. Расположена была крепость на реке Томи (ныне Яшкинский район). С появлением Соснового острога образовался и Сосновый стан. Небольшая крепость стала центром крупной административной единицы. Через год крестьянин Осип Килин рубит первую избу новой деревни, которая просуществовала до 20 века и носила имя своего основателя. В том же 1658 году другой крестьянин Кордюков основывает деревню, именуемую Кордюкова.
Вокруг острога находились пашенные земли Третьей государевой пашни в Западной Сибири. Обосновавшиеся в остроге служилые русские казаки вели в окрестностях острога сельское хозяйство, поставляли для государственных нужд зерно и другие сельскохозяйственные продукты (мёд, молоко, мясо домашней птицы). На берегу Томи на южной оконечности села сохранились глубокие острожные рвы, использовавшиеся в советское время как ямы для силоса.
Раскопки башни острога, реконструированной в экомузее «Тюльберский городок», проводились археологом Ю. В. Шириным. Острогом в Сибири называли только менее укрепленные, по сравнению с городом, оборонительные пункты со стенами из заострённых брёвен, часто в виде четырёхугольника, каким, например, и были Кузнецкий, Сосновский и Уртамский остроги.
С началом строительства Московского тракта в XVIII веке под натиском русских переселенцев несколько семей калмаков-мусульман переселились на правый берег реки Томь и осели близ Сосновского острога, в частности в поселении Константиновы юрты. Быстро оценив своё выгодное соседство с острогами, они стали приторговывать рыбой, сеном, скотом, занялись извозом по тракту, с помощью русских плотников срубили избы и двухэтажные пятистенки и мечеть, составившие центральную часть современного улуса, намеченного к музеефикации.
Впоследствии старожильческое русское население помогало обосноваться в Сибири последующим переселенцам, о чём сохранились народные  предания соседней деревни Иткара.
С 2005 до 2019 гг. входило в Ленинское сельское поселение.

## Достопримечательности
В широкой пойме Томи ниже по течению от деревни Сосновый острог располагается курья Томи и серия живописных озёр, пригодных для купания, активного отдыха и рыбной ловли — озёра Конопляное (1 км) и Поповское (2 км). Ближайшие населённые пункты — Константиновы Юрты (4 км на север) и д. Иткара (6 км по берегу и 12 км по лесным дорогам). Чуть выше от деревни по течению реки Томь (в 700 м) под высоким берегом у самой реки бьёт чистый ключ Острожный, а напротив ключа посередине реки Томь располагается одноимённый остров Острожный. 100 метров выше по течению Томи от ключа Острожного - песчаный пляж с пригодной для купания протокой Томи.